# 阪急1300系電車 (2代)
阪急1300系電車（はんきゅう1300けいでんしゃ）は、阪急電鉄（阪急）が2014年に導入を開始した京都線用の通勤形電車。神戸線・宝塚線用の1000系と同一の思想を持つ京都線用車両として登場した。一部の鉄道グッズでは、初代1300系との区別で「新1300系」と呼称する場合もある。

## 概要
2013年6月6日、神宝線用の1000系と共に京都線用の1300系の導入を発表した。1000系の京都線仕様に位置づけられており、9000系・9300系のコンセプトを継承しつつも最新技術の採用により低騒音化・省電力化による環境性能の向上が図られている。
編成は1000系と同様の8両固定編成で、京都線のほか、千里線、Osaka Metro堺筋線への乗り入れも可能としている。9300系は特急運用が主体のクロスシート車で、千里線での営業運転を行わず堺筋線にも乗り入れないため、京都線でのロングシート車両、および千里線・堺筋線に乗り入れる車両としては1995年の8315F以来、19年ぶりの導入となった。

## 構造

### 車体
外観・内装を1000系と共通のものとするが、1000系よりも全長が短く、車体幅が広い。寸法は9300系と同じく全長が18,900mm、車体幅が2,780mm、車体高を4,095mmとして、将来の神宝線の車両限界拡張にも対応している。車体長は1000系より短いものの、座席や側窓の寸法は1000系と同一のため、車端部のみ側窓の間柱と座席の中間仕切りの位置が少しずれている（1000系は、この部分も中心位置がそろえられている）。
車内案内表示器は、1000系と同様の東芝製32インチハーフサイズのフルハイビジョン対応の大型液晶ディスプレイを採用、側扉上に1両あたり3か所を千鳥配置としている。

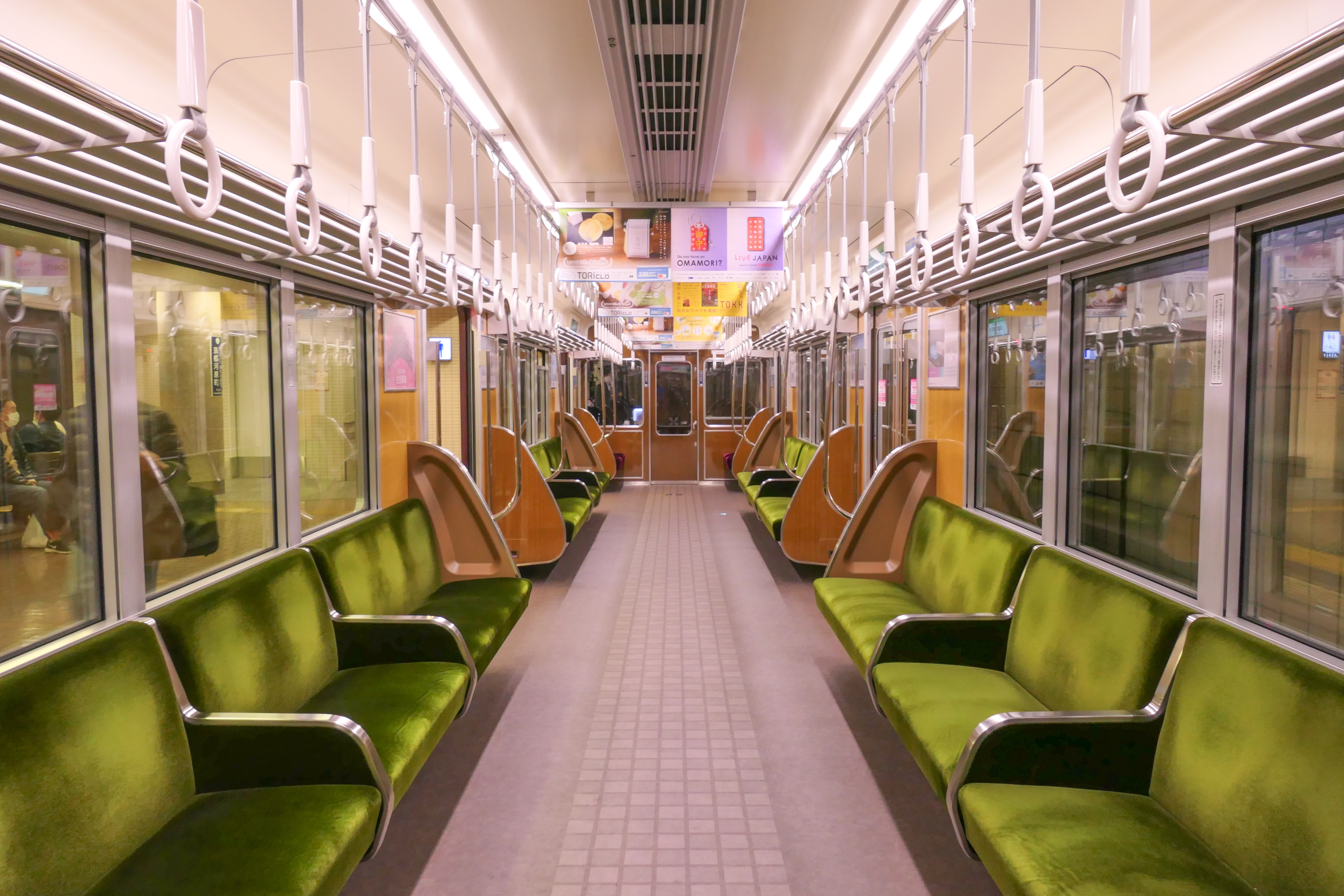
車内
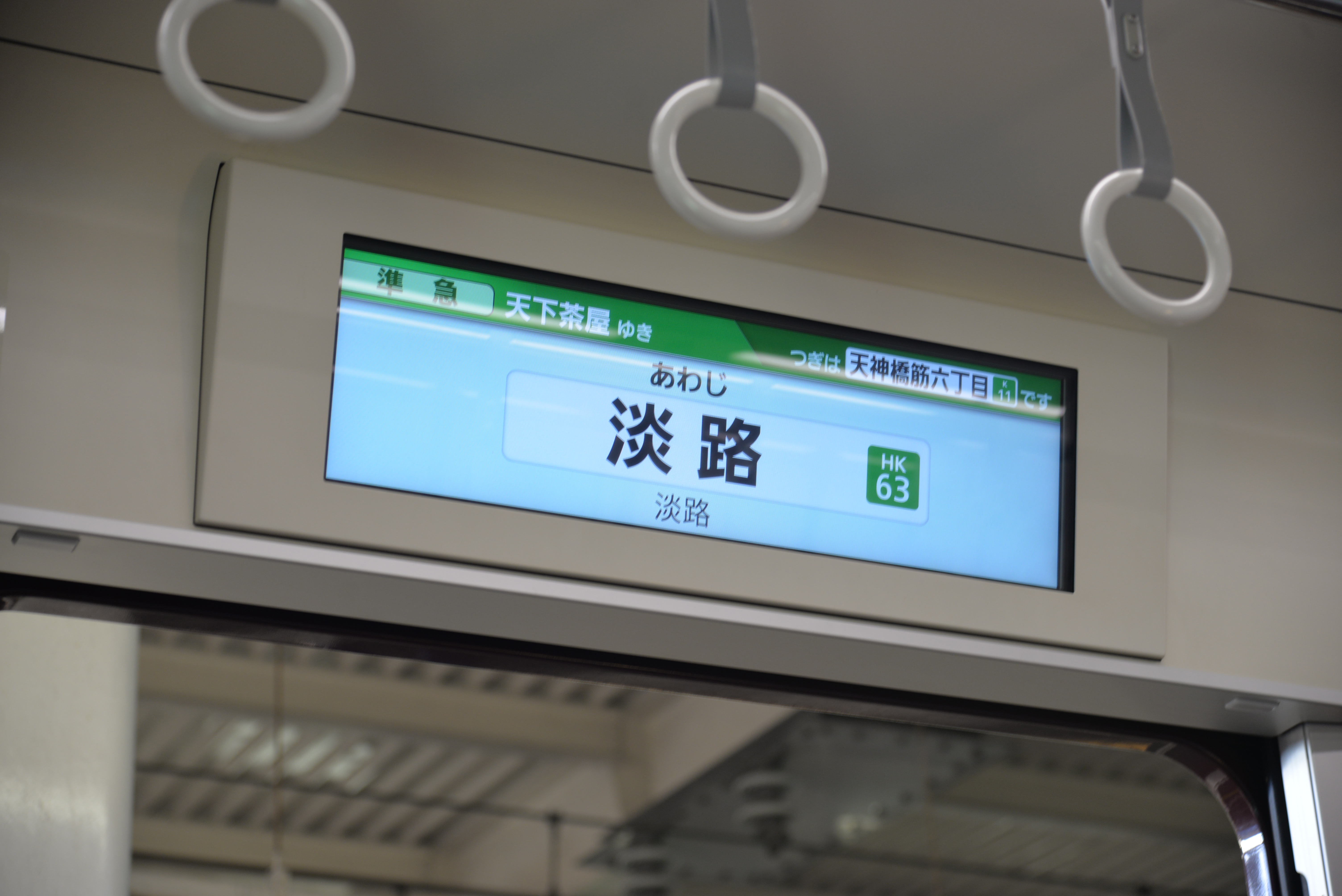
車内案内表示器
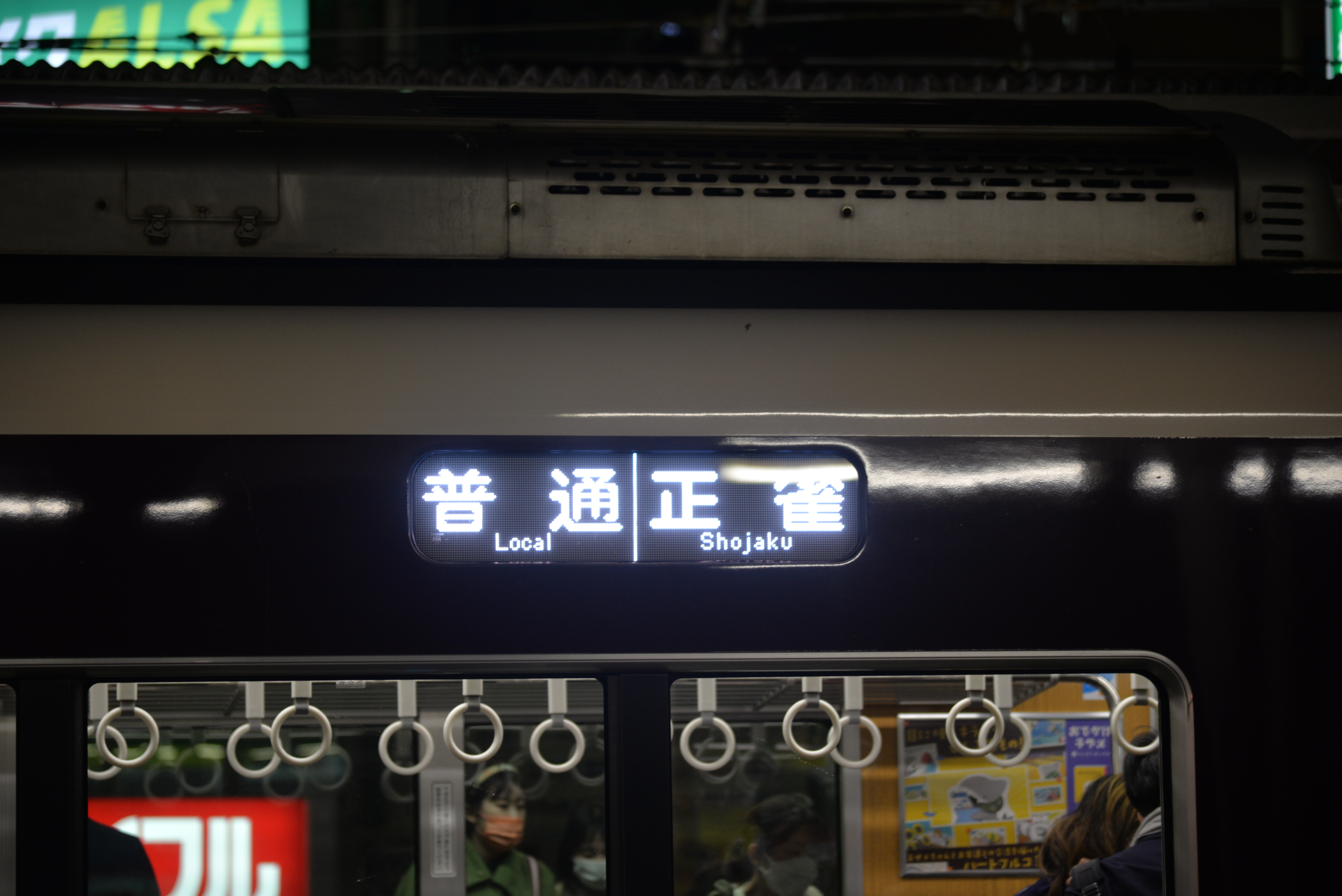
方向幕

### 主要機器
主制御器は、主回路素子にIGBTを用いたスナバレス2レベル方式のセンサレスベクトル制御VVVFインバータ制御装置を採用した。1300系はパワーユニットを1C4M×2群とし、2群8個モータ制御で、制御容量は9300系の約2倍ながら装置を9300系のそれと同等のサイズに納めた。
主電動機は定格出力190 kW、定格回転数1,955 rpmで、全閉内扇式かご形誘導電動機を全国で初めて本格採用した。省保守・低騒音・高効率化を目指し全閉内扇構造を採用し、完全な密閉構造とした。密閉構造によりファンの風切音が外に漏れず低騒音化を実現し、外部からの塵埃の侵入も防げることから長期間非分解を可能とした。軸受の潤滑には一般的なグリース潤滑ではなく油潤滑方式を採用し、分解せずに油交換できることで保守の大幅な軽減を図っている。1000系で採用のPMSMと違い、放熱のためのフィンが多数設けられている。
補助電源装置は高効率3レベルIGBTインバータ装置を採用、容量を160 kVA、出力は交流440 Vとしている。待機二重系として冗長性を確保している。
車輌情報を表示するモニタ装置、コンテンツサーバ、FOMA車載器ほか車両情報システムも1000系と同様である。

## 形式
1000系と同様、車種は制御車 (Tc) 、パンタグラフ付き電動車 (M) 、電動車 (M') 、付随車 (T) の4車種で構成される。各車種の2形式とも、ほぼ同一仕様となっている。1000系同様、本形式から頭に車種記号を付加する方式（新形式呼称）が適用された。
Tc1300形（1300番台・1400番台） (Tc)
制御車。電動空気圧縮機を搭載。1300番台は大阪梅田駅・天下茶屋駅方、1400番台は京都河原町駅・北千里駅方の先頭に連結される。1400番台は、屋根上にFOMAアンテナを搭載。
M1800形（1800番台・1850番台） (M)
パンタグラフ付き電動車。床下にVVVFインバータ2組と蓄電池、屋根上にシングルアーム式パンタグラフ2基を搭載。
M1900形（1900番台・1950番台） (M')
電動車。補助電源装置として静止形インバータを搭載。
T1350形（1350番台・1450番台） (T)
付随車。特別な機器は搭載しない。
なお、鉄道趣味誌では、従来からの形式呼称に準拠した「1300形・1400形（Tc）」「1800形・1850形（M）」「1900形・1950形（M'）」「1350形・1450形（T）」と表記される場合もある。

## 編成
2024年4月1日現在、次のとおり1300編成 - 1315編成までの16編成（128両）が在籍している。京都線の中で最も車両数が多い。
| ← 大阪梅田・天下茶屋京都河原町・北千里 → | ← 大阪梅田・天下茶屋京都河原町・北千里 → | ← 大阪梅田・天下茶屋京都河原町・北千里 → | ← 大阪梅田・天下茶屋京都河原町・北千里 → | ← 大阪梅田・天下茶屋京都河原町・北千里 → | ← 大阪梅田・天下茶屋京都河原町・北千里 → | ← 大阪梅田・天下茶屋京都河原町・北千里 → | ← 大阪梅田・天下茶屋京都河原町・北千里 → | 竣工           | 備考                         |
| 1300 (Tc)                                | 1800 (M)                                 | 1900 (M')                                | 1350 (T)                                 | 1450 (T)                                 | 1850 (M)                                 | 1950 (M')                                | 1400 (Tc)                                | 竣工           | 備考                         |
| 1300                                     | 1800                                     | 1900                                     | 1350                                     | 1450                                     | 1850                                     | 1950                                     | 1400                                     | 2014年3月28日  | 2014年3月30日営業運転開始    |
| 1301                                     | 1801                                     | 1901                                     | 1351                                     | 1451                                     | 1851                                     | 1951                                     | 1401                                     | 2014年4月28日  |                              |
| 1302                                     | 1802                                     | 1902                                     | 1352                                     | 1452                                     | 1852                                     | 1952                                     | 1402                                     | 2014年10月17日 | 2014年10月20日営業運転開始   |
| 1303                                     | 1803                                     | 1903                                     | 1353                                     | 1453                                     | 1853                                     | 1953                                     | 1403                                     | 2015年3月4日   |                              |
| 1304                                     | 1804                                     | 1904                                     | 1354                                     | 1454                                     | 1854                                     | 1954                                     | 1404                                     | 2016年4月4日   | カーボンニュートラルトレイン |
| 1305                                     | 1805                                     | 1905                                     | 1355                                     | 1455                                     | 1855                                     | 1955                                     | 1405                                     | 2016年12月9日  | SDGsトレイン                 |
| 1306                                     | 1806                                     | 1906                                     | 1356                                     | 1456                                     | 1856                                     | 1956                                     | 1406                                     | 2017年2月8日   |                              |
| 1307                                     | 1807                                     | 1907                                     | 1357                                     | 1457                                     | 1857                                     | 1957                                     | 1407                                     | 2018年8月29日  |                              |
| 1308                                     | 1808                                     | 1908                                     | 1358                                     | 1458                                     | 1858                                     | 1958                                     | 1408                                     | 2019年8月17日  |                              |
| 1309                                     | 1809                                     | 1909                                     | 1359                                     | 1459                                     | 1859                                     | 1959                                     | 1409                                     | 2019年9月25日  | 2019年9月26日営業運転開始    |
| 1310                                     | 1810                                     | 1910                                     | 1360                                     | 1460                                     | 1860                                     | 1960                                     | 1410                                     | 2020年8月11日  |                              |
| 1311                                     | 1811                                     | 1911                                     | 1361                                     | 1461                                     | 1861                                     | 1961                                     | 1411                                     | 2020年8月21日  | トムとジェリーラッピング     |
| 1312                                     | 1812                                     | 1912                                     | 1362                                     | 1462                                     | 1862                                     | 1962                                     | 1412                                     | 2020年9月29日  |                              |
| 1313                                     | 1813                                     | 1913                                     | 1363                                     | 1463                                     | 1863                                     | 1963                                     | 1413                                     | 2021年7月30日  | 万博ラッピング               |
| 1314                                     | 1814                                     | 1914                                     | 1364                                     | 1464                                     | 1864                                     | 1964                                     | 1414                                     | 2022年5月24日  |                              |
| 1315                                     | 1815                                     | 1915                                     | 1365                                     | 1465                                     | 1865                                     | 1965                                     | 1415                                     | 2022年7月26日  |                              |

## 運用
2014年3月30日に営業運転を開始した。営業運転開始直後は京都線での運用に限定されていたが、同年7月9日からOsaka Metro堺筋線（2018年3月までは大阪市営地下鉄）への乗り入れを開始し、同時に千里線での営業運転も開始した。
本形式の導入により2300系は2015年3月22日をもって運行を終了した。また、3300系・5300系の8両編成についても編成単位での廃車や7両編成への組替えが進められた。

## ラッピング列車
- 「リラックマ号」
2015年7月18日から8月31日まで「夏の阪急電車 リラックマ号」が運行され、1300Fにリラックマのキャラクターを装飾した[14]。
2016年春には第2弾として「さくらの阪急電車 リラックマ号」が3月10日から4月17日まで運行され[15]、1300Fが起用されていた[16]。
- 「古都」
2018年3月17日から、沿線の観光スポットをPRする列車として1301Fが「古都（こと）」となり[注 1]、絵本作家である永田萠のイラストがラッピングされていた[17][18]
2018年11月17日から2019年10月31日までは新デザインで運行されていた。ラッピングは2代目古都から片側のみ更新された（これは阪急初の試みとなっている）ため、施工編成は1301Fのままであった（ラッピングの愛称と作家はそのまま）。当初は2019年3月31日までの予定だったが、デザイン変更と同時に延長された[19][20]。
- 「スヌーピー&フレンズ号」
2016年10月1日からは、『ピーナッツ』のキャラクターを装飾した「スヌーピー&フレンズ号」の運転を開始し、1301Fが使用された[21][22]。当初は2017年1月9日までの予定だったが、好評のため同年3月31日まで延長となった[23]。
2018年は第2弾として3月24日から8月31日まで、1306Fを使用して運行された[24][25]。
- 「SDGsトレイン 未来のゆめ・まち号」
2019年5月27日より、「阪急阪神 未来のゆめ・まちプロジェクト（ゆめ・まちプロジェクト）」10周年を記念して、「SDGsトレイン 未来のゆめ・まち号」の運転を開始した。1307Fにラッピング施工されており、2020年5月末まで運行される予定であったが[26]、大阪・関西万博が開かれる2025年まで運行期間が延長になった[27]。2020年9月8日から2021年9月上旬までは「SDGsトレイン 2020」として、東急グループと共通デザインのヘッドマークを装備して運転された[28]。2022年4月5日からラッピングデザインを変更し、編成は1308Fに変更された。2024年4月24日からは再びラッピングデザインを変更し、編成は1305Fに変更された[29]。
- 「えほんトレイン・ジャッキー号」
2019年7月7日から2020年3月31日まで、人気絵本シリーズ『くまのがっこう』のキャラクターをラッピングした、「えほんトレイン・ジャッキー号」が運転されていた。1305Fにラッピング、ドア窓は内側に施工された[30]。2019年11月1日には、ヘッドマークのデザインと車内のドア横ポスターのデザインが一新された[31]。
- 「すみっコぐらし号」
2020年9月1日から2021年3月31日まで、1306Fに『すみっコぐらし』のキャラクターをラッピングした、「すみっコぐらし号」が運転されていた[32][33]。
- 「コウペンちゃん号」
2021年7月14日から2022年1月31日まで、1306Fに『コウペンちゃん』のキャラクターをラッピングした、「コウペンちゃん号」が運転されていた[34]。阪急で初めての取り組みとして、前面と側面のLED行先表示にコウペンちゃんのイラストを表示していたほか、乗務員室にコウペンちゃんのぬいぐるみを添乗させていた[35]。
- 「ミッフィー号」
2022年8月3日から、『ミッフィー』のキャラクターをラッピングした「ミッフィー号」が運転された。1307Fにラッピングされており、2023年3月30日まで運転されていた[36]。
- 「うさぎ号」
2023年8月4日から、『ちいかわ』のキャラクターをラッピングした「うさぎ号」が運転されている。1301Fにラッピングされており、2024年3月28日まで運転される。コウペンちゃん号と同様に、乗務員室にうさぎのぬいぐるみを添乗させる[37][38][39]。
- 「大阪・関西万博ラッピングトレイン」
2023年11月30日から、「大阪・関西万博」のラッピングトレインが運転されている。1313Fにラッピングされている[40]。
- 「トムとジェリー号」
2024年8月23日から、ワーナーブラザース・ディスカバリー グローバル・コンシューマープロダクツとのパートナーシップのもと、「トムとジェリー×阪急電車」コラボレーション企画の一環として『トムとジェリー』のキャラクターをラッピングした「トムとジェリー号」が運転されている。1311Fにラッピングされており、2025年3月27日まで運転される[41]。
- 「カーボンニュートラル運行ラッピング」
2025年4月1日から、「カーボンニュートラル運行」のラッピングトレインが運転されている。2027年3月31日まで運転される予定[42]。

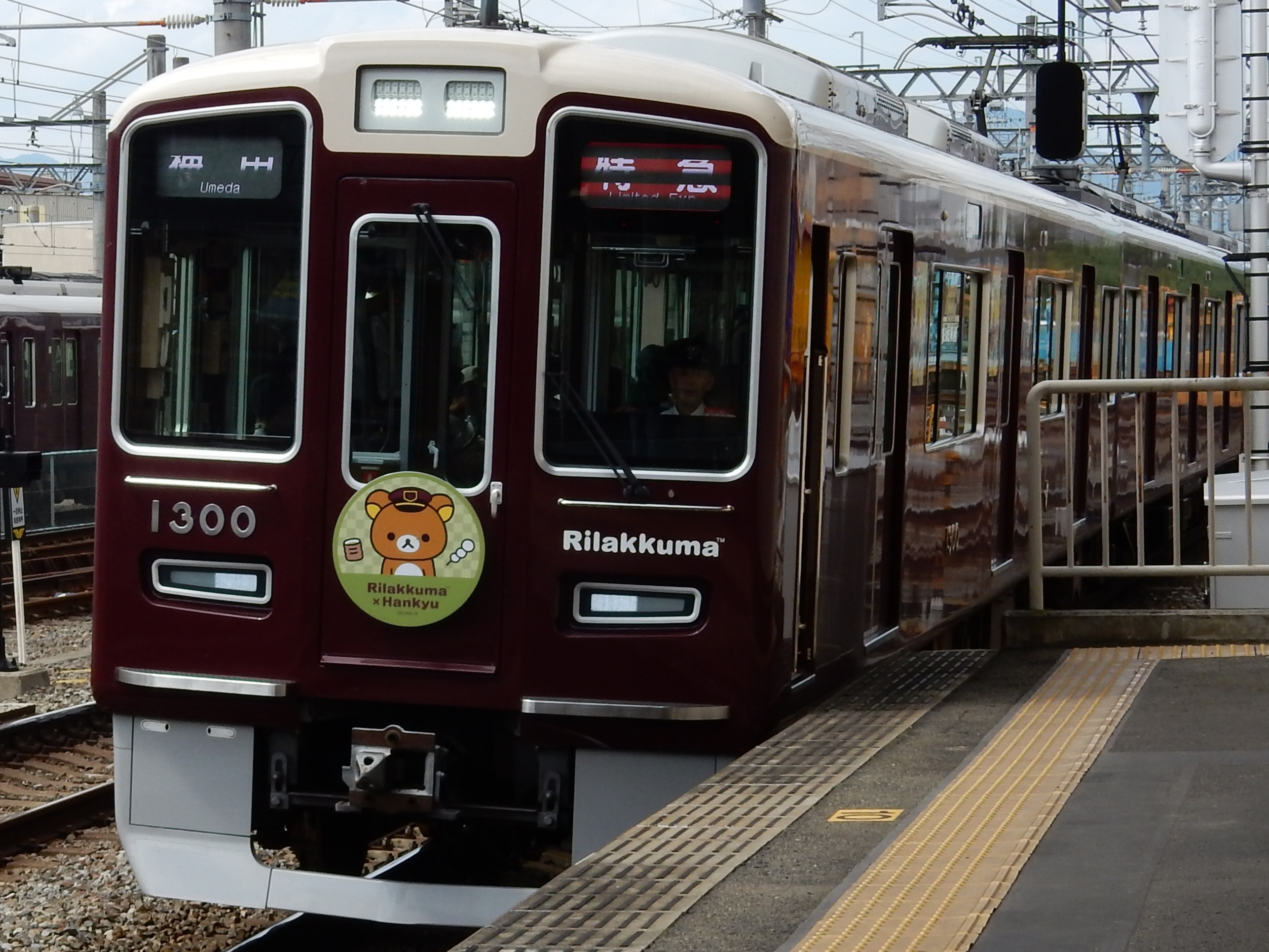
1300F「リラックマ号」 （2015年7月 桂駅）
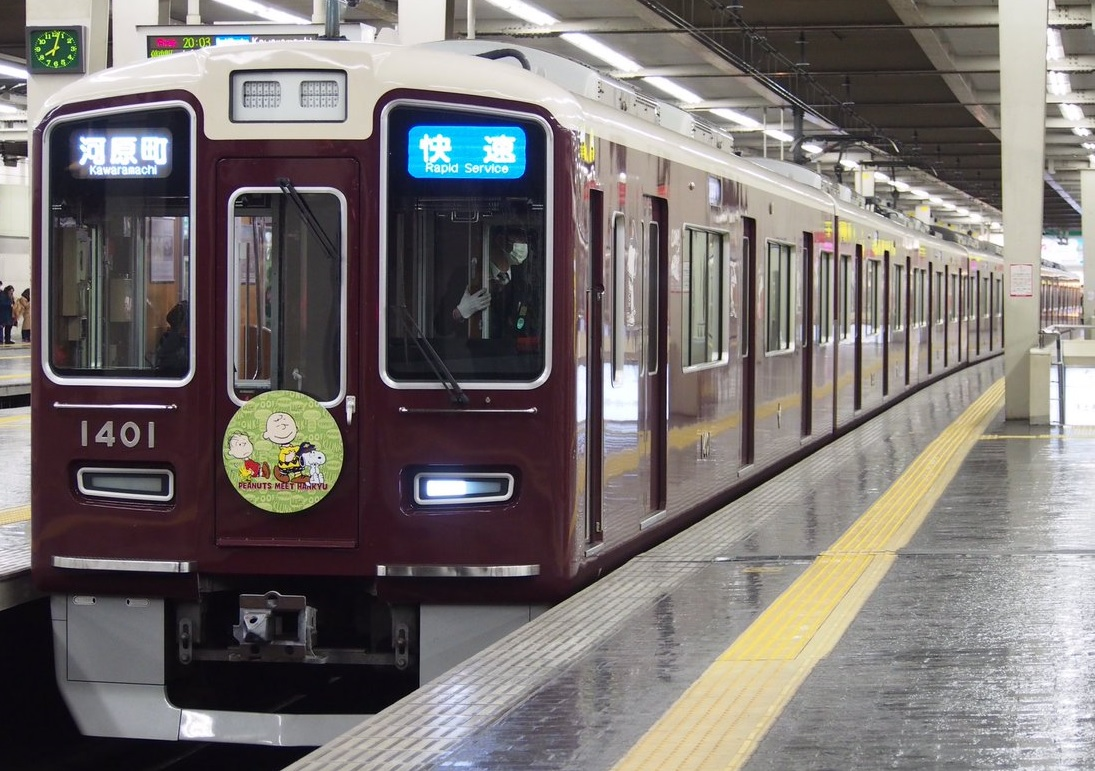
1301F「スヌーピー&フレンズ号（初代）」 （2017年2月 大阪梅田駅）
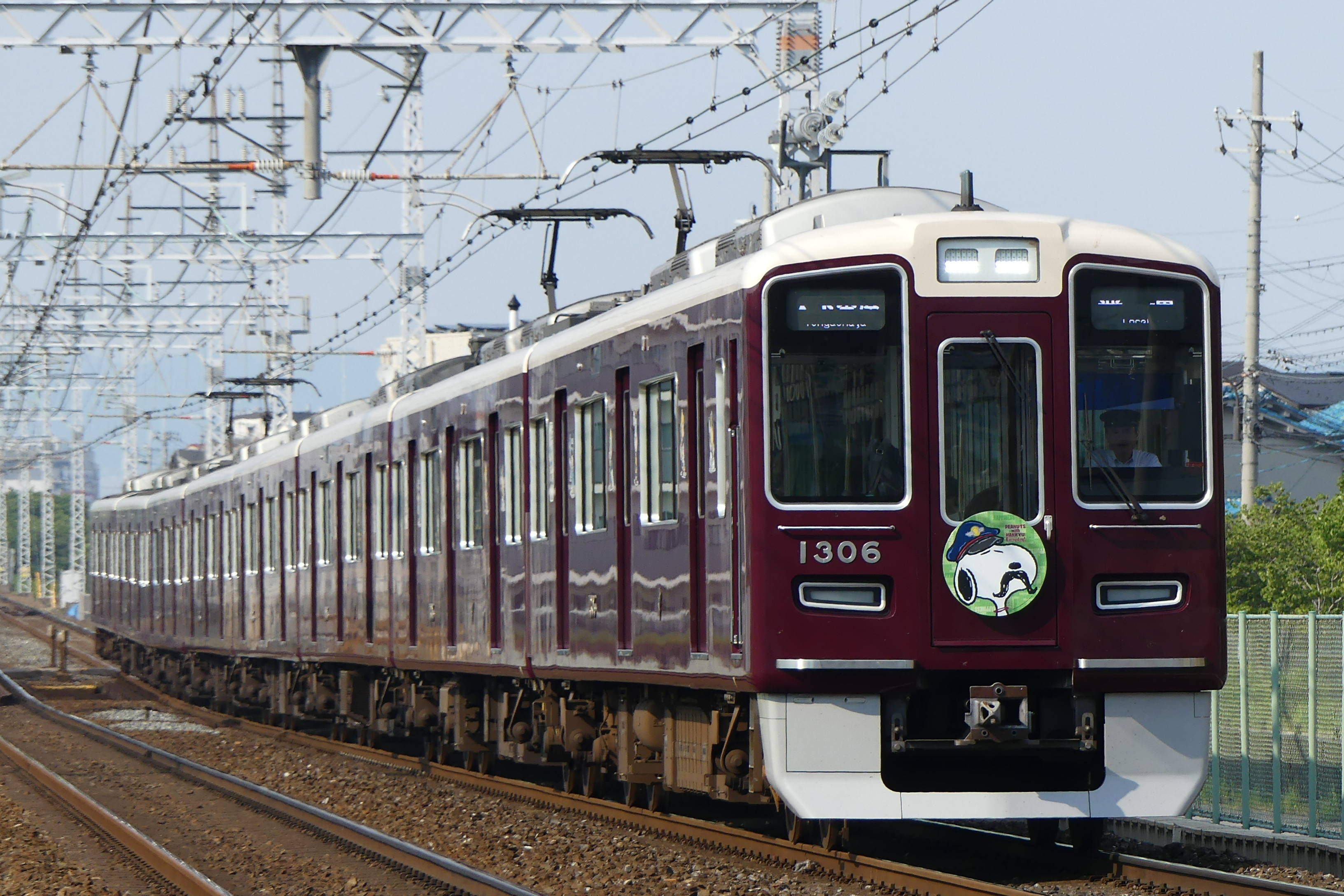
1306F「スヌーピー&フレンズ号（2代目）」 （2018年7月 南茨木駅 - 茨木市駅）
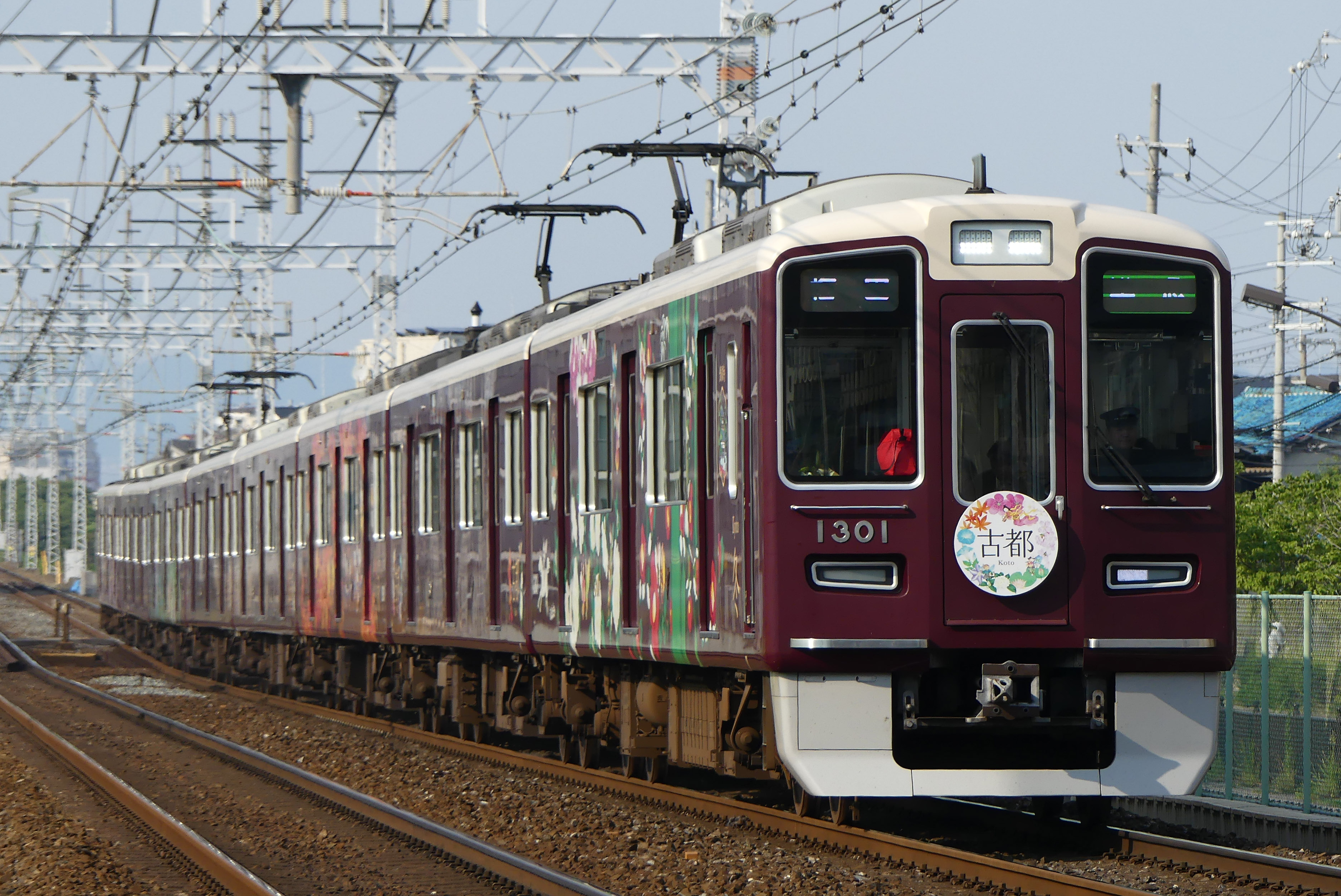
1301F「古都（2代目）」 （2018年7月 南茨木駅 - 茨木市駅）
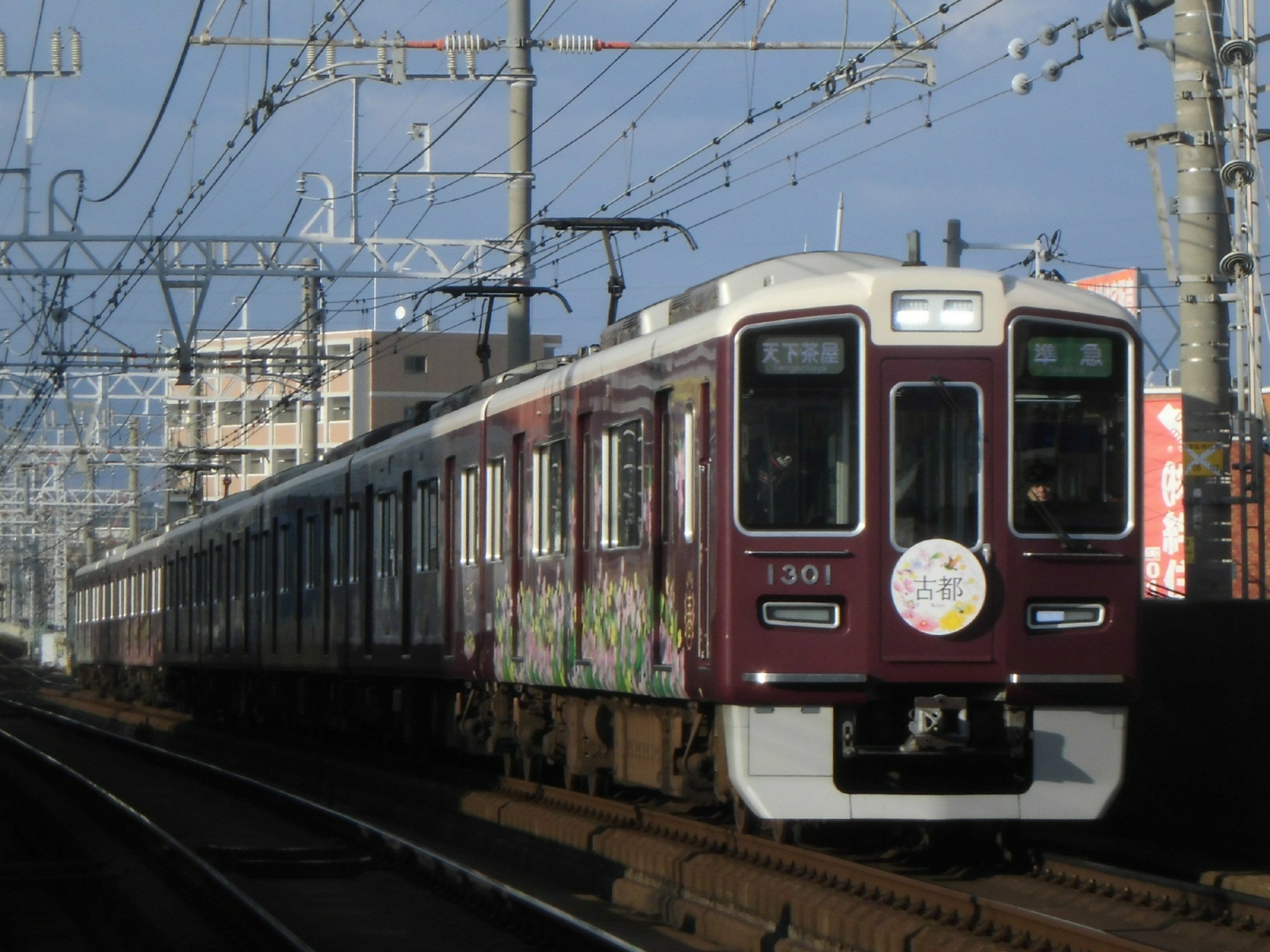
1301F「古都（3代目）」 （2019年2月23日 上新庄駅）
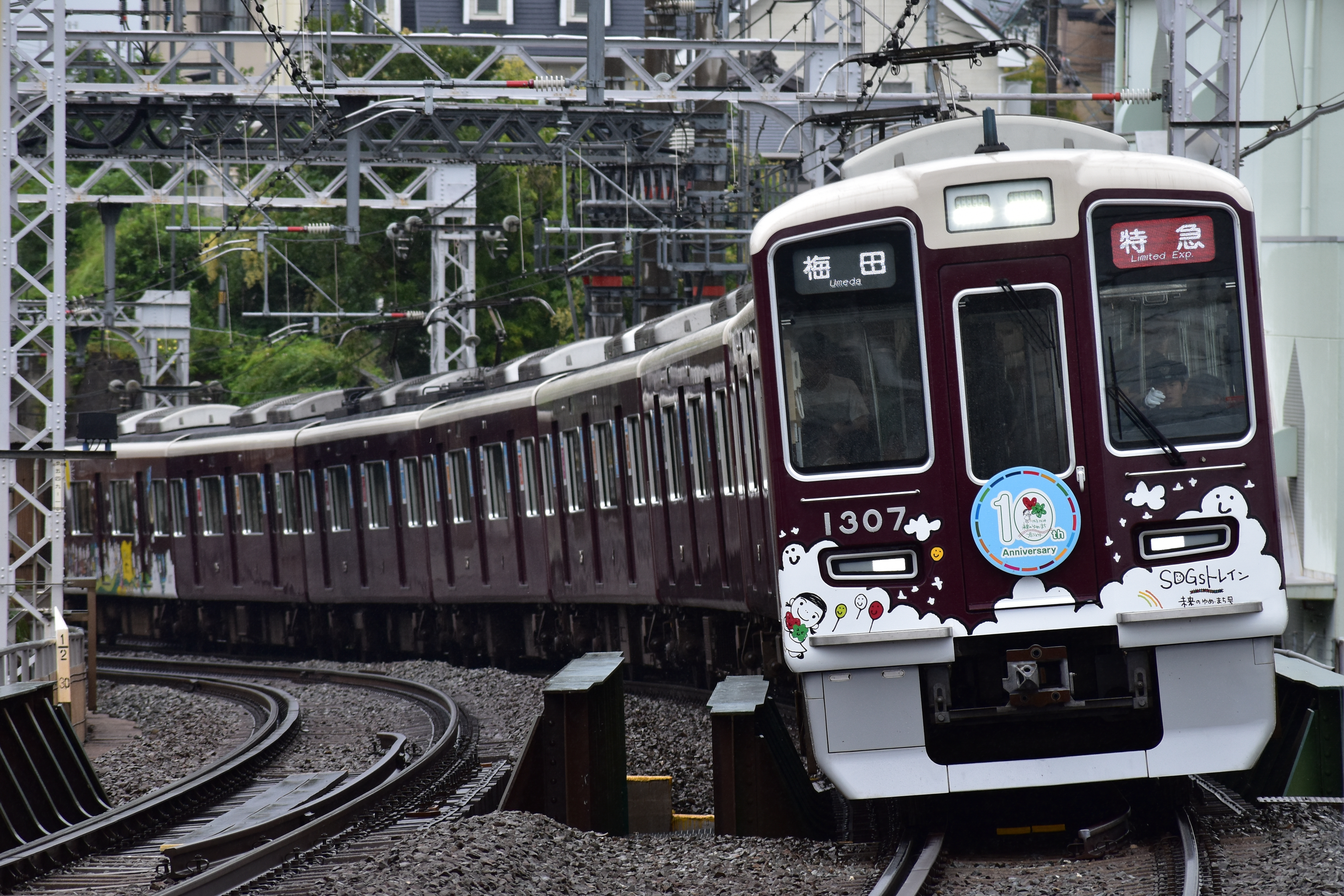
1307F「SDGsトレイン 未来のゆめ・まち号」 （2019年7月11日 大山崎駅）
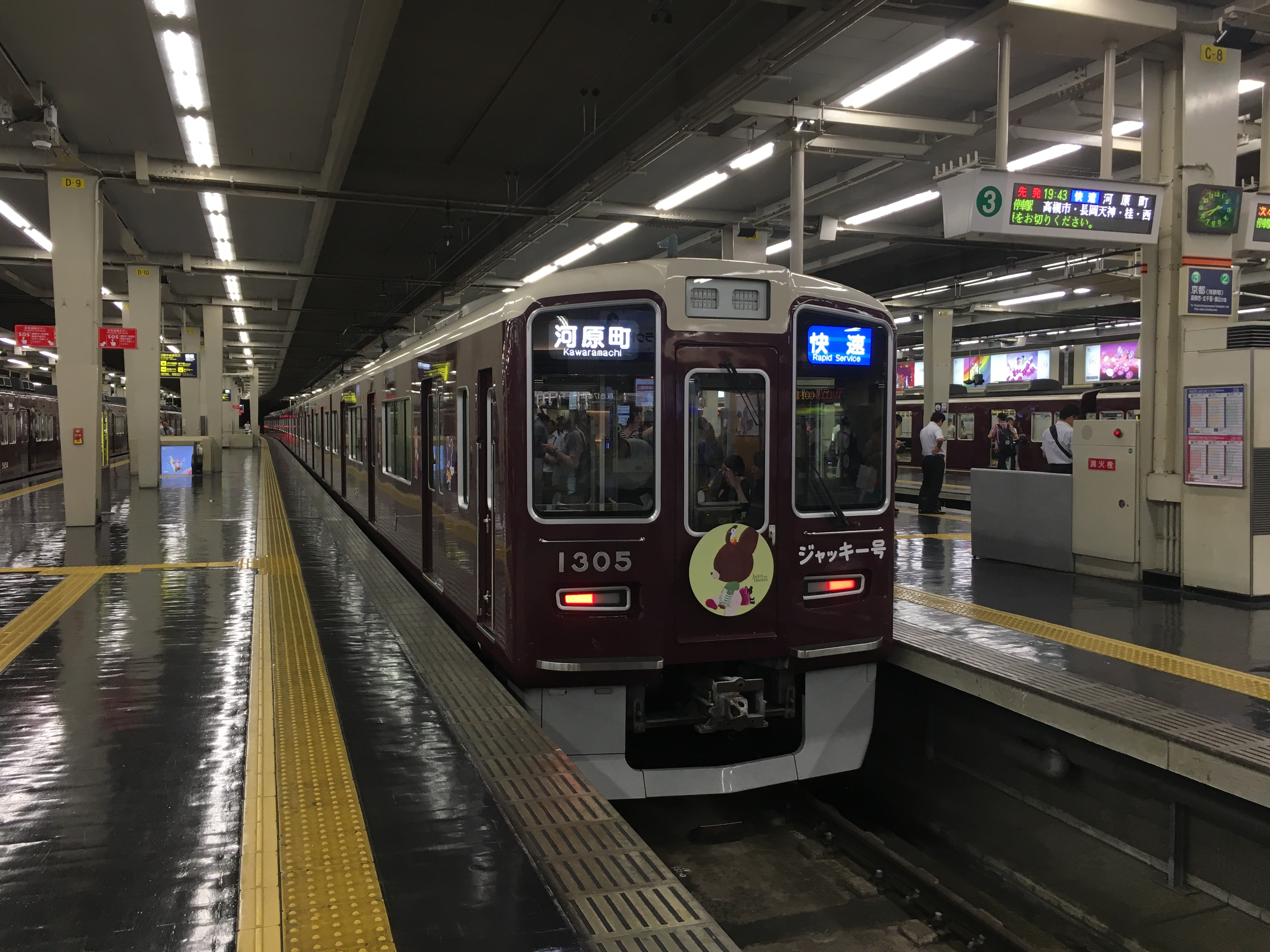
1305F「えほんトレイン ジャッキー号」 （2019年8月7日 大阪梅田駅）
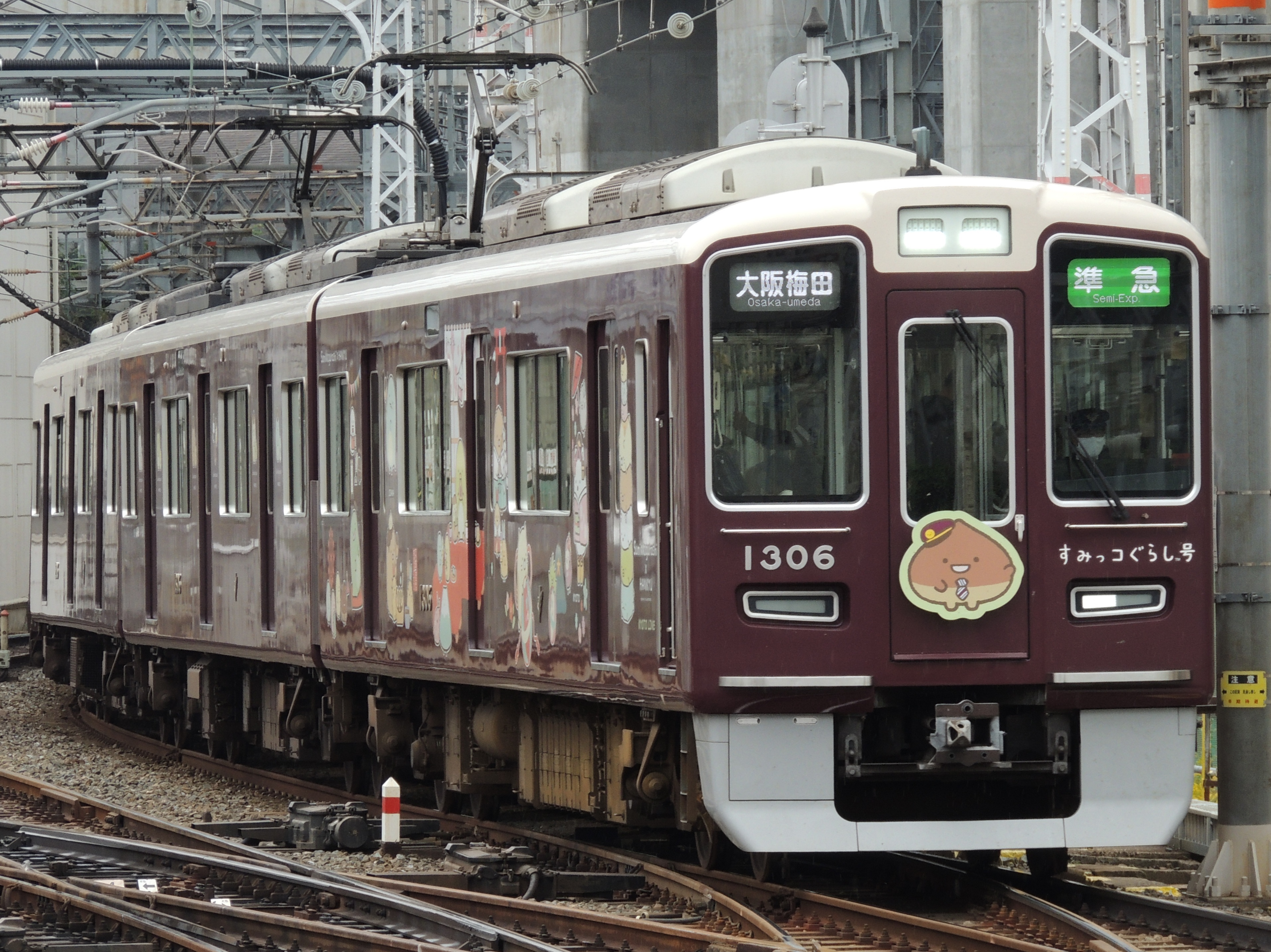
1306F「すみっコぐらし号」 （2020年10月22日 淡路駅）
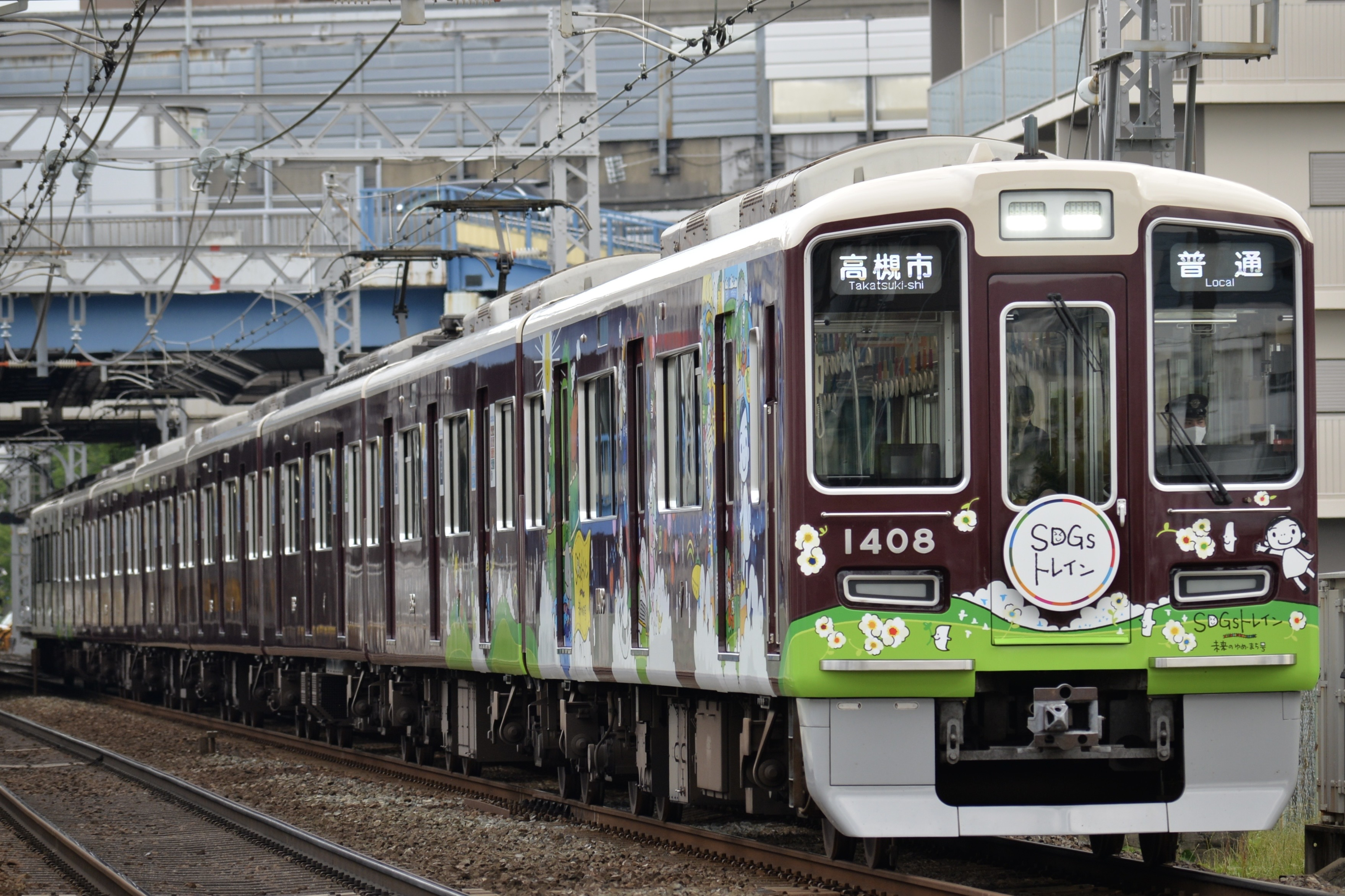
1308F「SDGsトレイン 未来のゆめ・まち号（2代目）」 （2022年5月31日　南茨木駅）
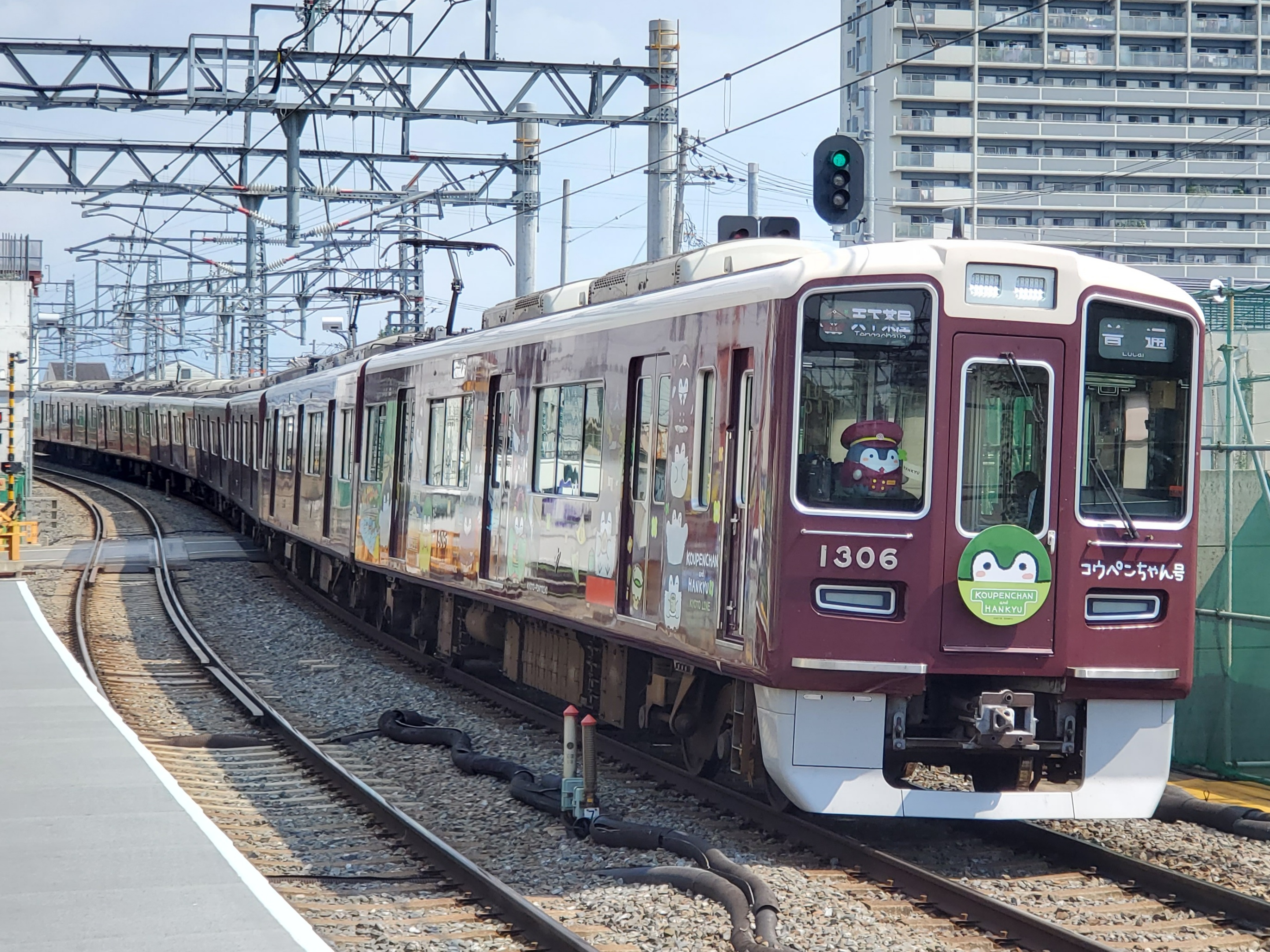
1306F「コウペンちゃん号」 （2021年7月14日 下新庄駅）
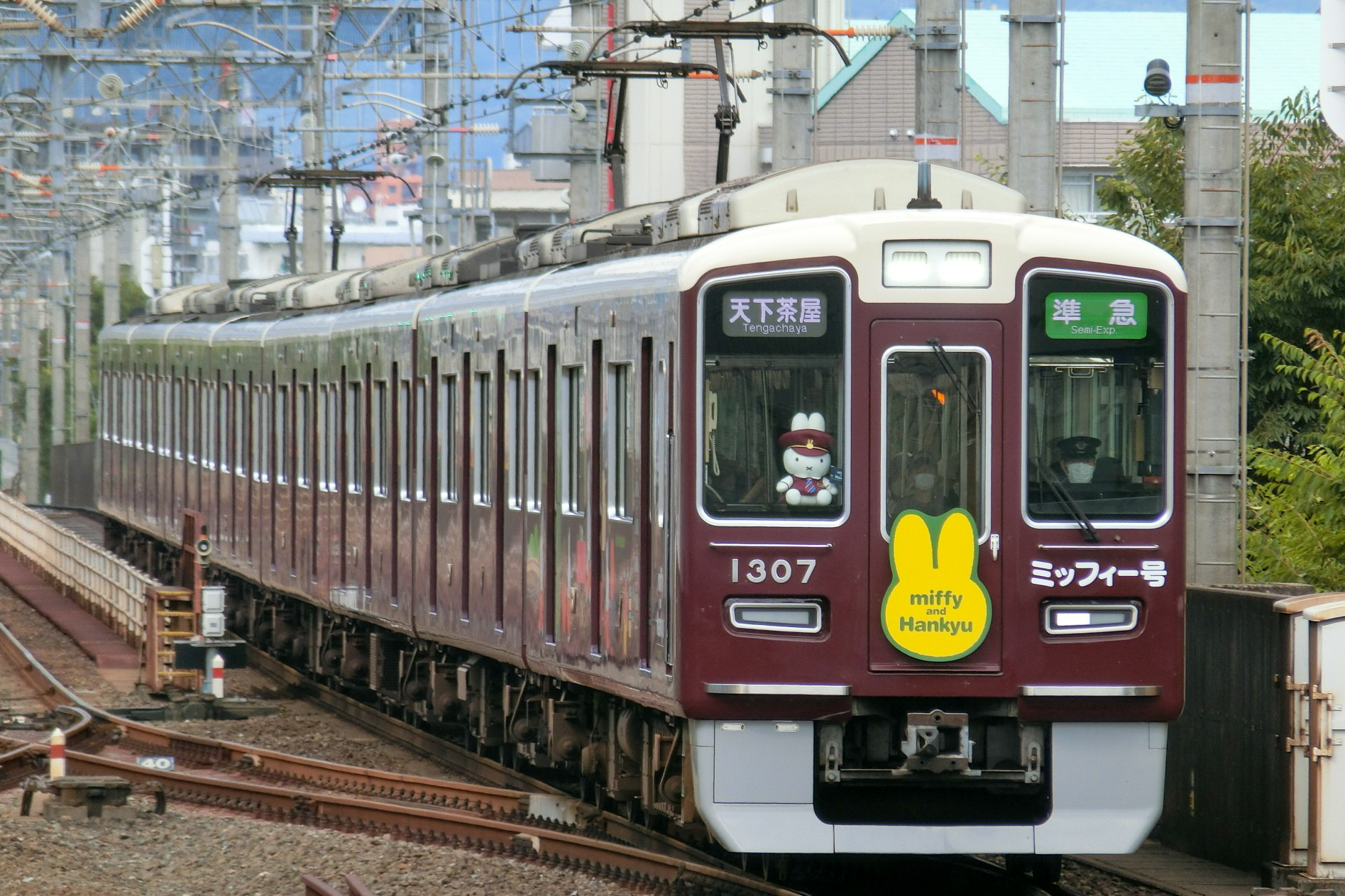
1307F「ミッフィー号」 （2022年8月13日 茨木市駅）
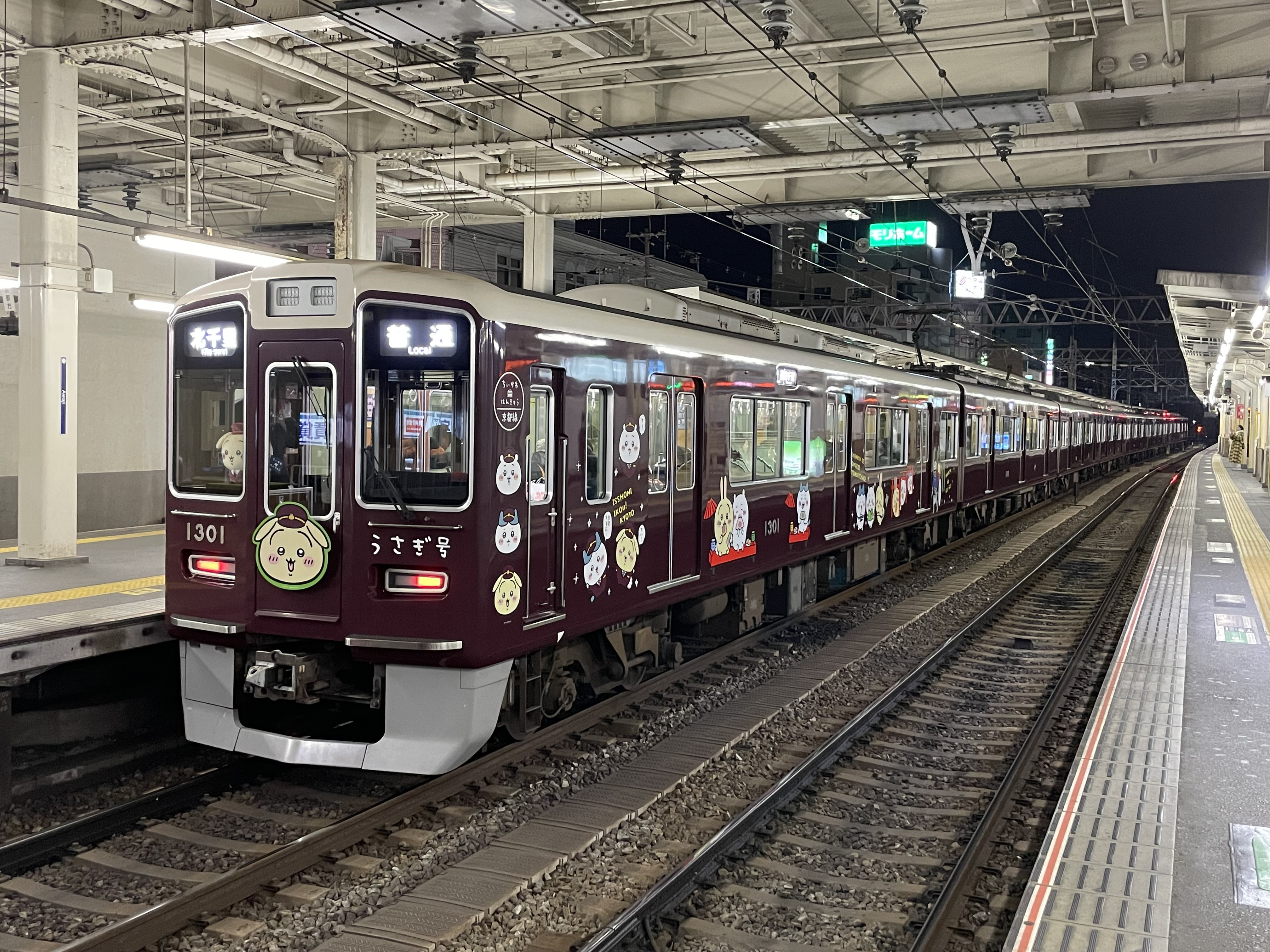
1301F「うさぎ号」 （2024年1月3日 淡路駅）
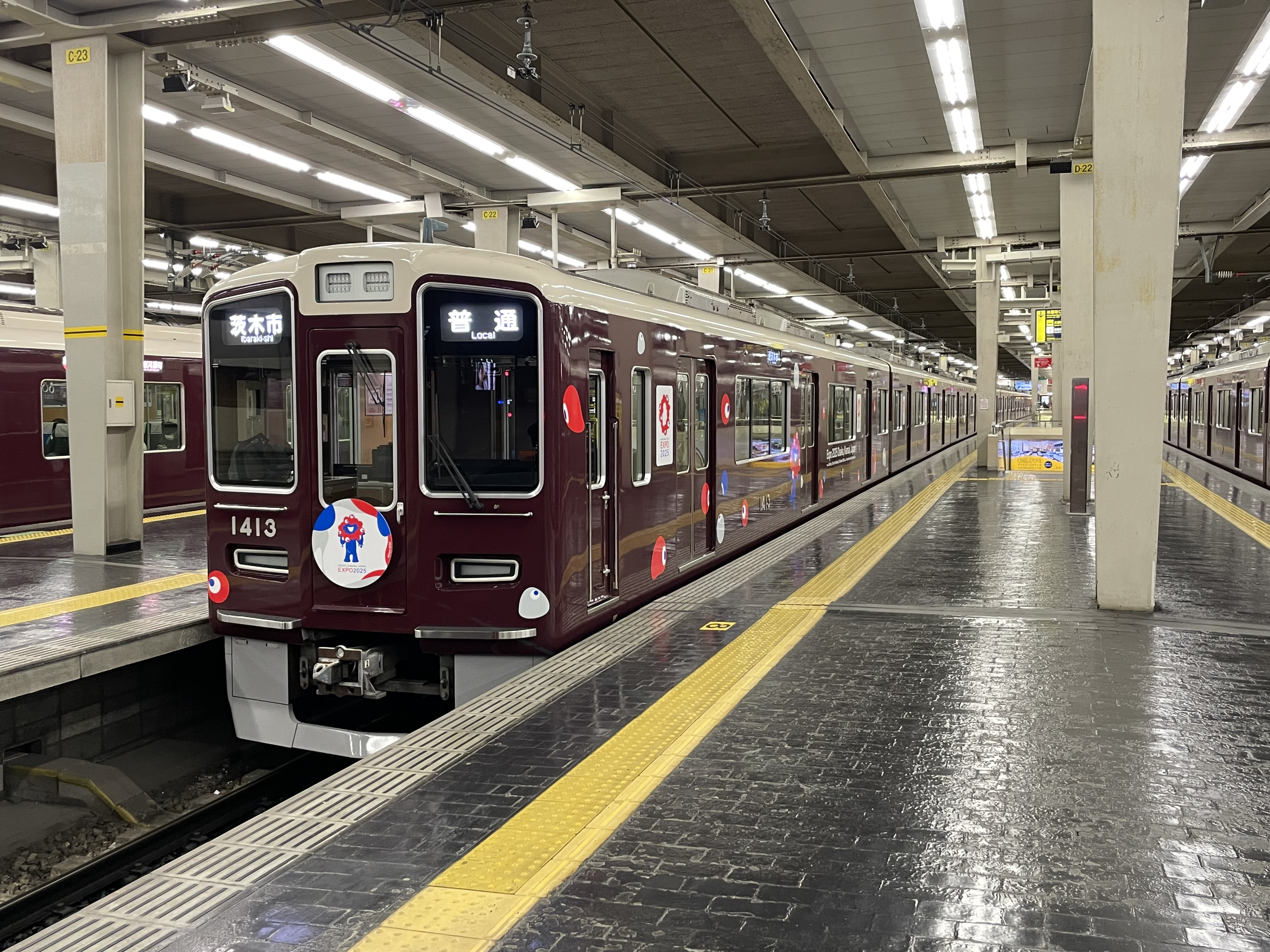
1313F「大阪・関西万博ラッピングトレイン」 （2024年1月4日 大阪梅田駅）
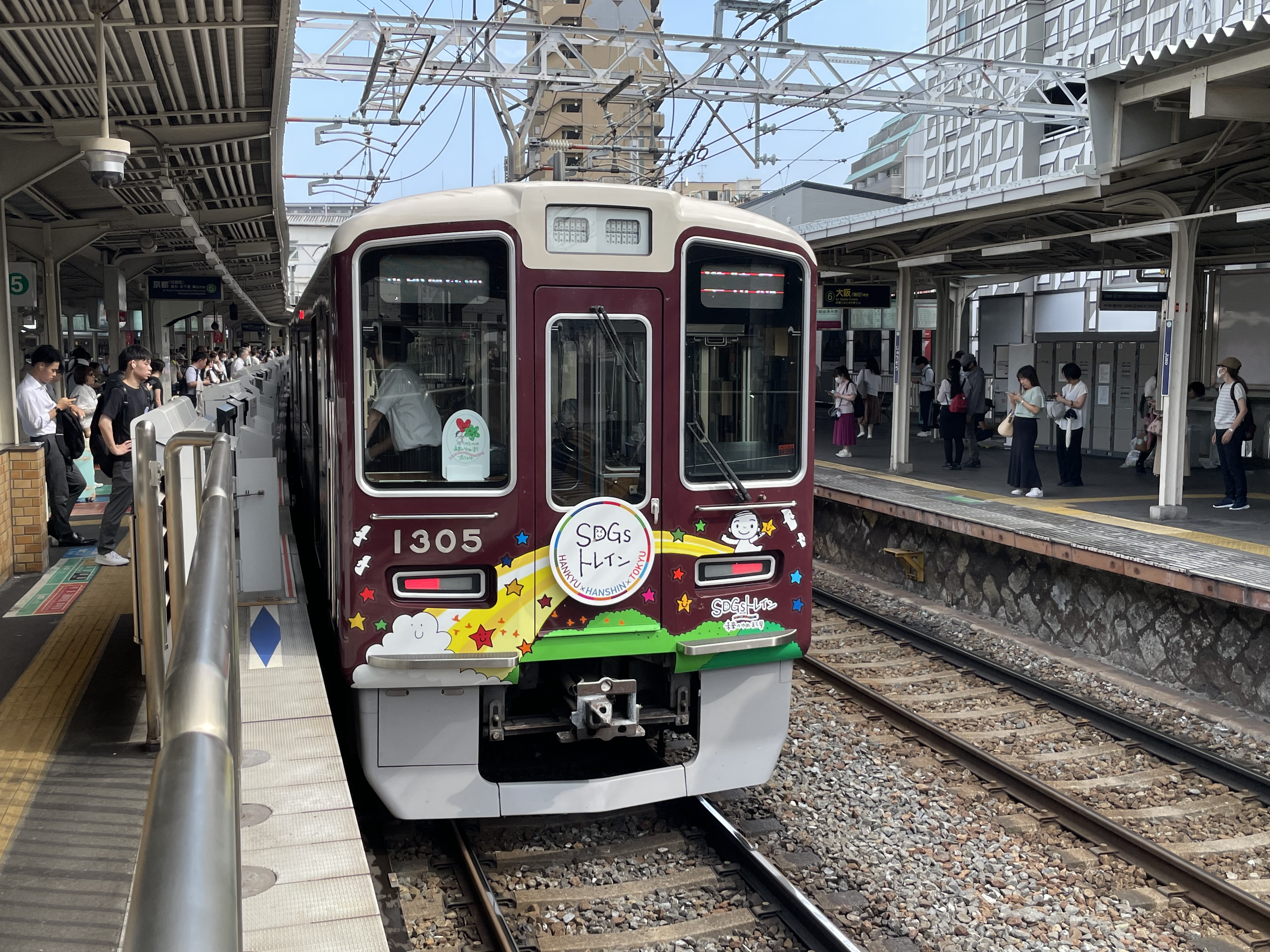
1305F「SDGsトレイン 未来のゆめ・まち号（3代目）」 （2024年8月15日 十三駅）
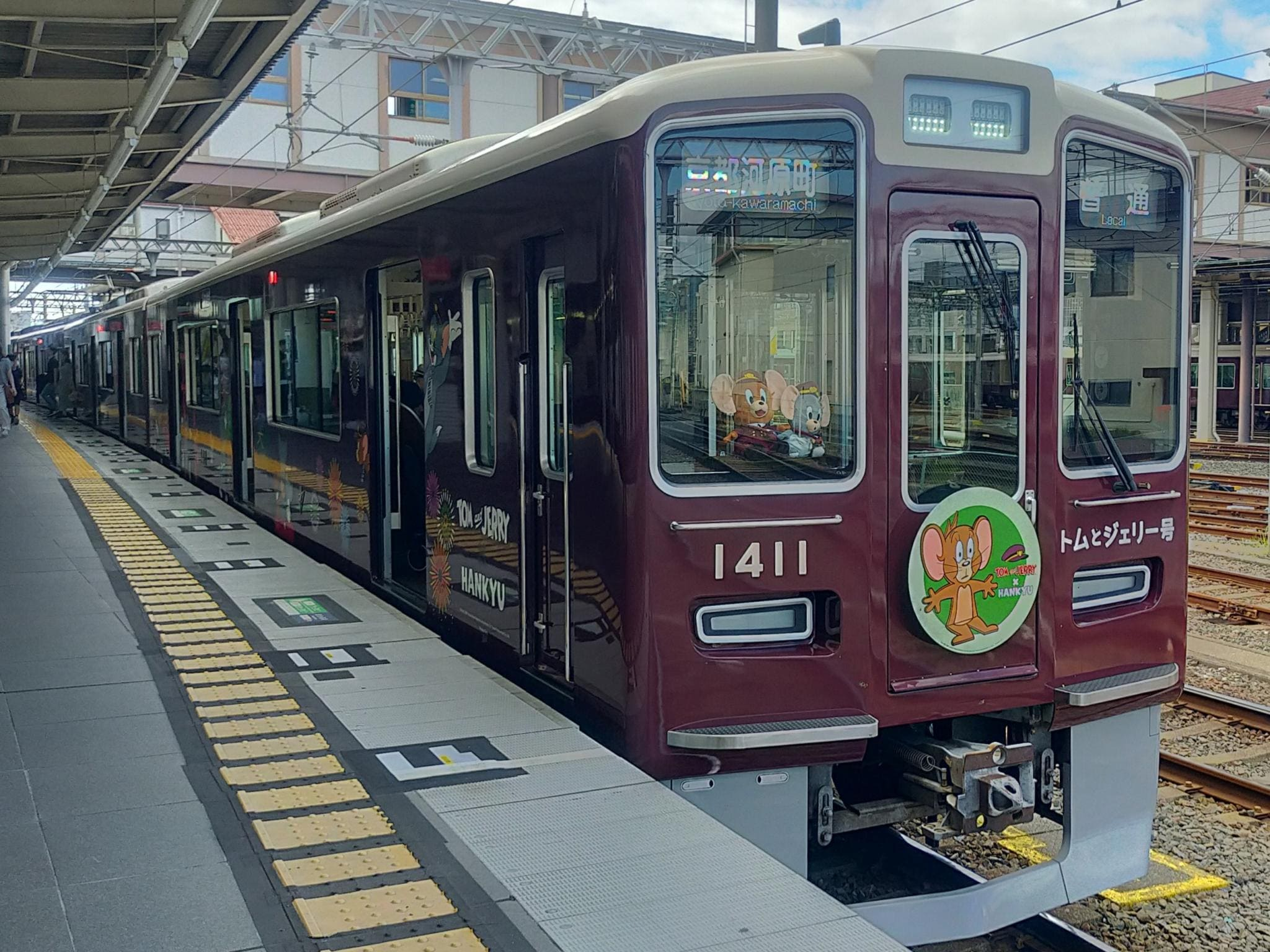
1311F「トムとジェリー号」 （2024年9月23日 桂駅）
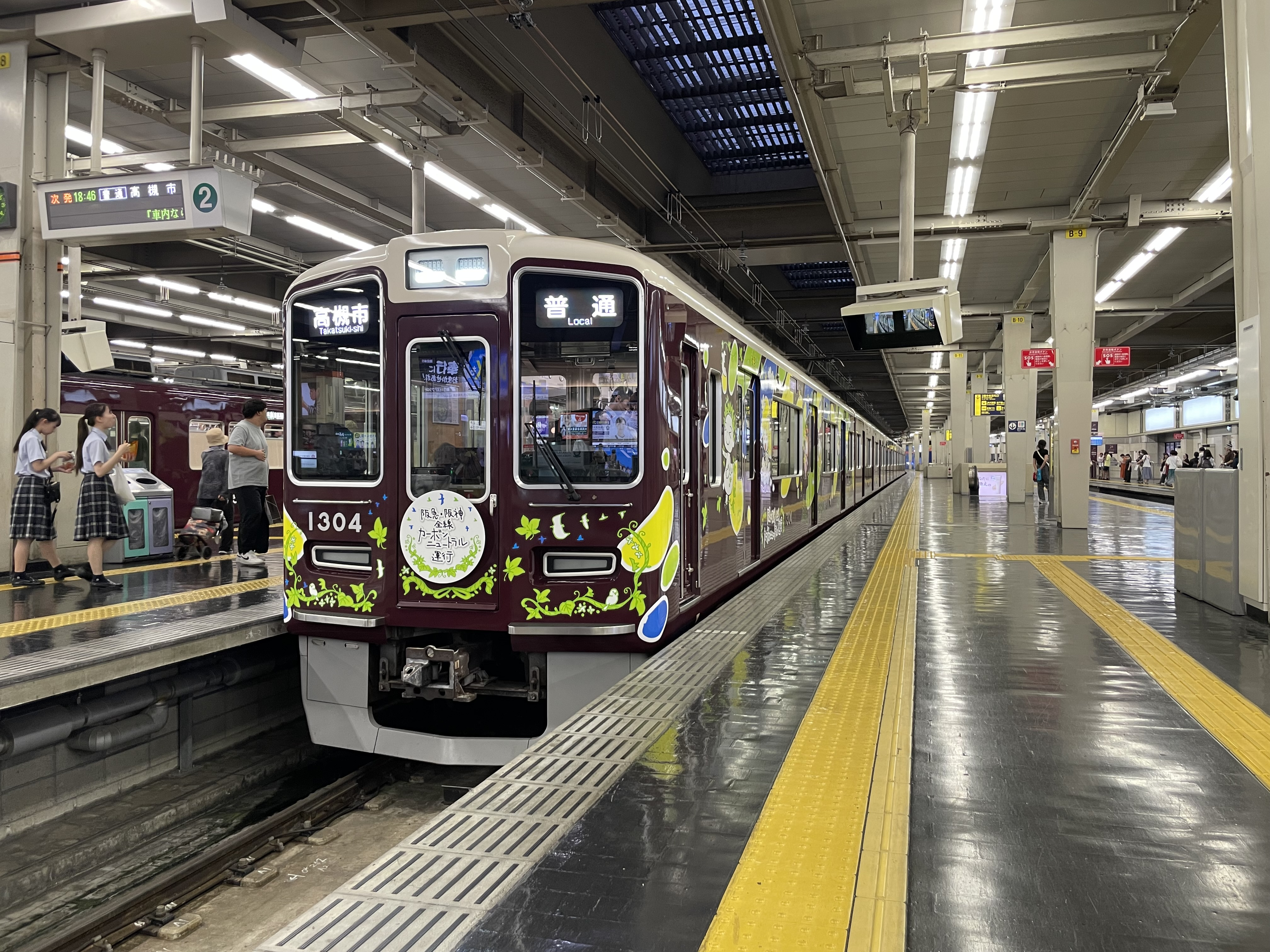
1304F「カーボンニュートラル運行ラッピングトレイン」（2025年8月9日 大阪梅田駅）